# Speerfischen

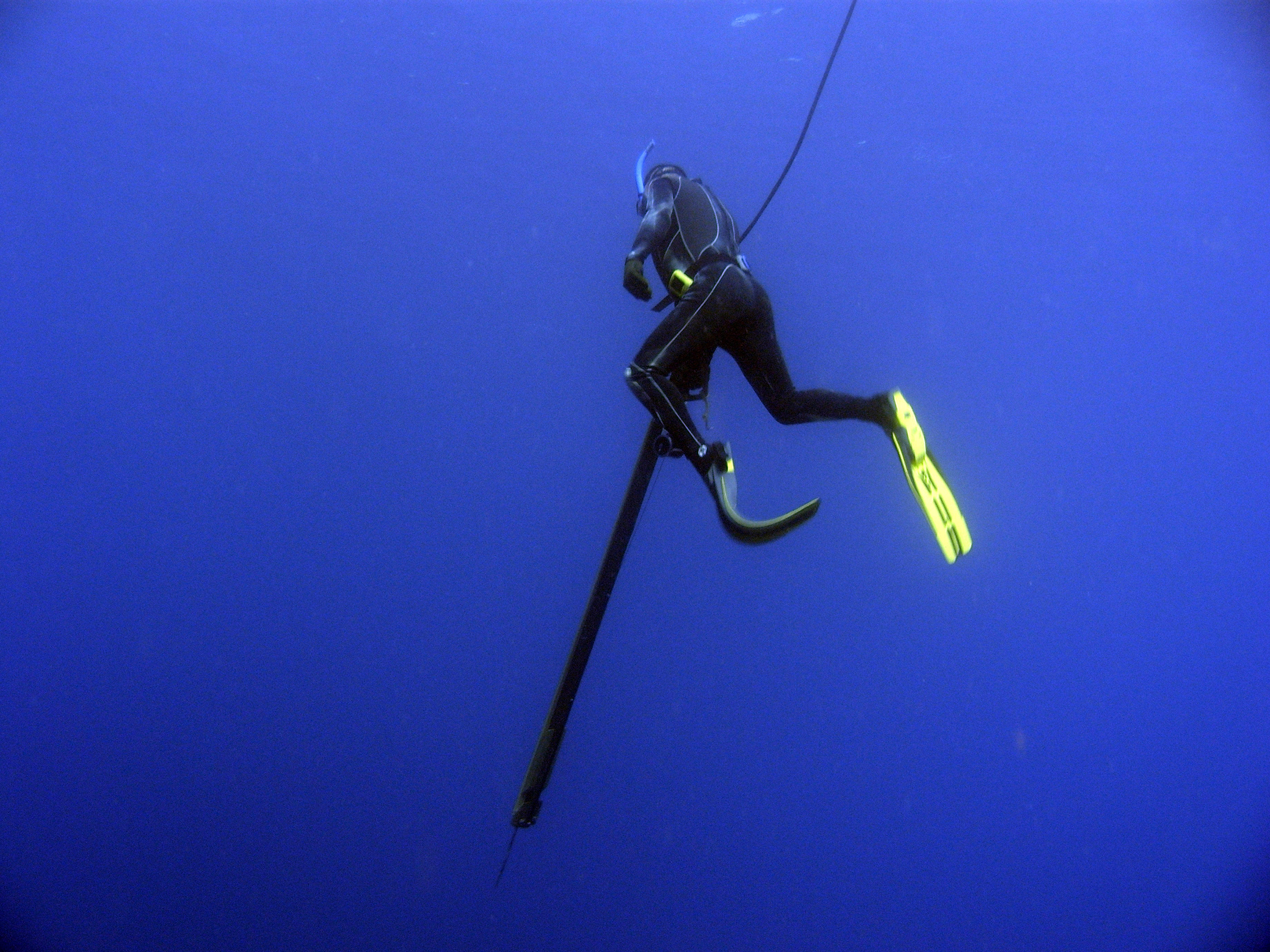
Speerfischer auf der Jagd (Ryūkyū-Inseln)

Speerfischen (englisch spearfishing oder auch underwater hunting) bezeichnet die Unterwasserjagd auf Fische und Krebse.

## Geschichte
Das Speerfischen ist eine der frühen Techniken des Nahrungserwerbs. In vielen Ländern der Erde ist Speerfischen traditioneller Bestandteil des kommerziellen Fischfangs. Es ist gegenüber allen anderen Fischereiarten besonders ressourcenschonend. Es gibt keinen unerwünschten Beifang oder Beschädigungen durch Netze, Leinen.

## Techniken

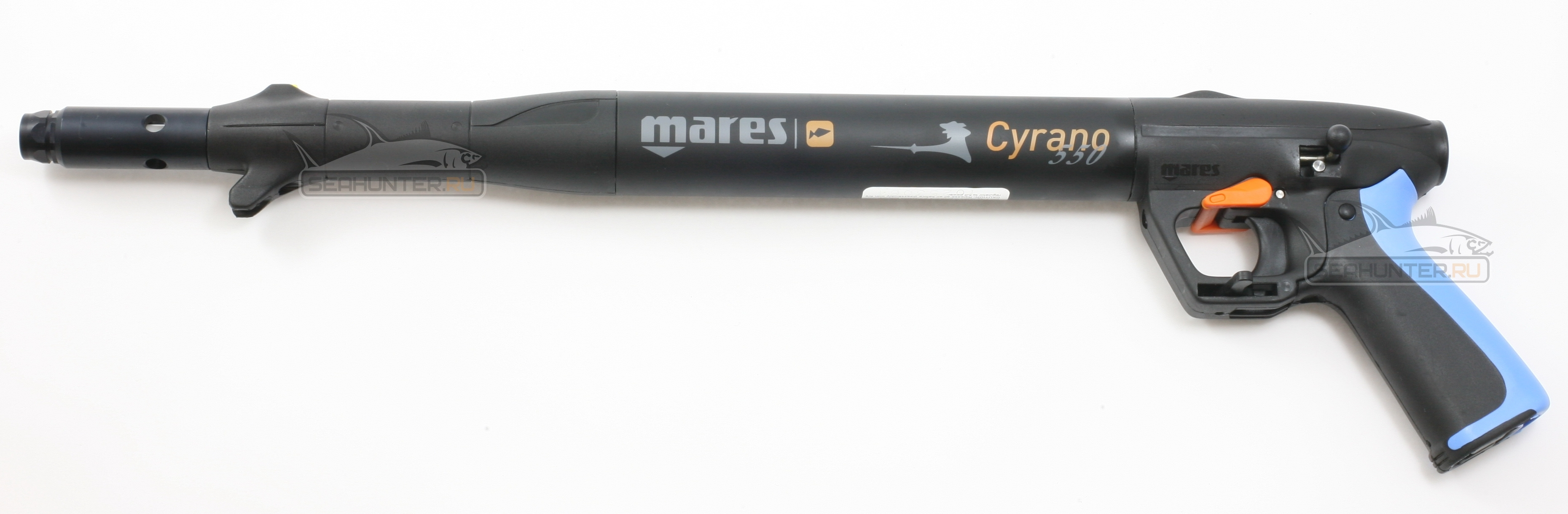
Unterwasserharpune

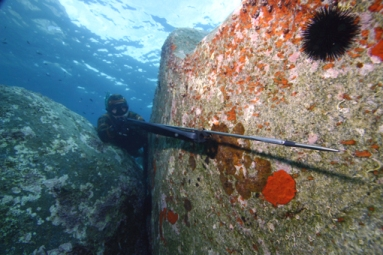
Speerfischer in Lauerstellung

Frühe Techniken nutzen zunächst Speere ohne Widerhaken, wie es beim Basi Aje Tado bekannt ist. Effektiver war die Fischerei mit Harpunen, weil deren Widerhaken die Fischerei effektiver machten. Moderne Speerfischer tauchen in der Regel ohne Pressluft als Apnoetaucher in die Tiefe und versuchen, nur mit Hilfe einer mechanischen Harpune den Fisch zu fangen. Dazu sind eine hervorragende Kondition und Jagdgespür erforderlich. Um einen größeren, erfahrenen Fisch zu fangen, kann es notwendig sein, minutenlang am Meeresgrund oder hinter Steinen zu warten.
Eine andere Form ist die Freiwasserjagd. Hierbei schwimmen die Fischer mit einer Boje oder einem Kanu auf das offene Meer. Mit einer langen Schnur verbinden sie sich mit ihrem Schwimmkörper und tauchen in die Tiefe. In der Strömung treibend warten sie, bis ihnen ein Fisch direkt vor die Harpune schwimmt. Gejagt werden so vor allem große Thunfische, aber auch Schwertfische, Makrelen und Schnapper.

## Gefahren
Nach einem erfolgreichen Fang muss dieser geborgen werden. Insbesondere bei großen Fischen kann es zu zähen und langen Kämpfen kommen. Im Laufe des Kampfes kann es unter anderem durch das Jagdfieber vorkommen, dass ein Jäger seine eigenen Fähigkeiten überschätzt, was zu einem potenziell tödlichen Unfall führen kann. In der Hochsaison verliert beispielsweise allein in Spanien fast monatlich ein Taucher sein Leben beim Speerfischen.

## Kritik
Zu Beginn der Sporttaucherei wurde die Unterwasserjagd auch mit Pressluftatemgeräten betrieben. Insbesondere im Mittelmeer wurden einige Fischbestände durch die lange Verweildauer der Taucher teilweise stark dezimiert. Das führte seitens der sich damals neugegründeten Tauchsportverbände zu zahlreichen Kampagnen, in denen die Unterwasserjagd grundsätzlich kritisiert wurde. Historisch begründet sich darin auch die Ablehnung des Speerfischens durch viele Tauchsportorganisationen.

## Rechtliche Situation
Anders als in Deutschland ist Speerfischen in vielen Ländern erlaubt. Da sich gesetzliche Regelungen ändern können, sollte man sich bei lokalen Behörden absichern, bevor man mit einer Harpune in das jeweilige Land einreist. Bereits der Besitz einer Harpune kann in einigen Ländern geahndet werden, ebenso wie für Wilderei zum Teil schwere Strafen verhängt werden können.